# Robbanási határ
A robbanási határ (éghetőségi határ) azon koncentrációértékek, amelyek között az éghető gáz(gőz) és levegő elegy robbanóképes (éghető).
Az alsó robbanási határ alatti koncentrációjú elegy az éghető gáz hiányában, míg a felső robbanási határ feletti koncentrációjú elegy esetében az oxigén hiányában nem gyulladóképes a közeg.
Ezen határértékeket táblázatos formában, adott hőmérsékleten és nyomáson szokás megadni.